# Saukele

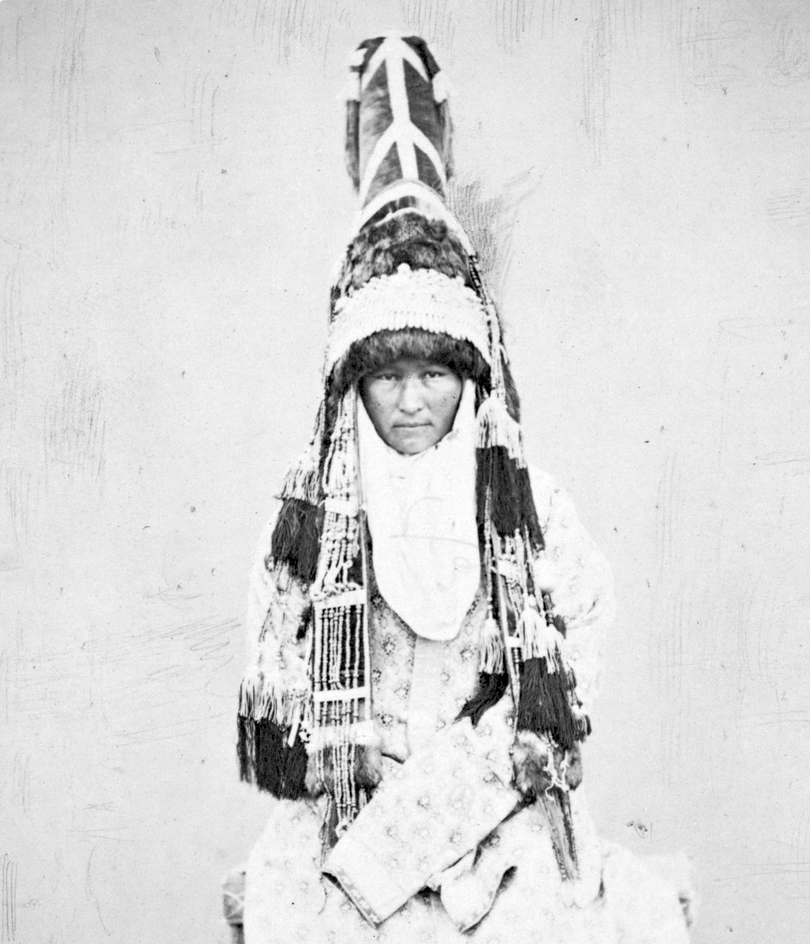
Kirgisin mit Saukele

Die historische Saukele („sau“ = sonnig, schön; „kele“ = Kopf) ist ein weiblicher Hochzeits-Kopfschmuck in Mittelasien, Kasachstan und der Türkei. Ungewöhnlich ist ihre besonders hohe, kegelstumpfartige Form. Bei besonderen Anlässen wurde die Saukele von den Frauen noch nach der Hochzeitszeremonie bis zur Geburt des ersten Kindes getragen. Sie ist bis heute eines der markantesten Symbole der ethnischen Kasachen.

## Ausstattung
In ihrer ursprünglichen, klassischen Gestaltung ist die Saukele ein hoher, kegelförmiger Kopfschmuck, üppig verziert mit Silber- und Goldmünzen, Perlen und Korallen. Sie ist etwa 45 Zentimeter hoch, die Höhe kann aber durchaus auch 70 Zentimeter betragen.
Jedes Teil wurde individuell angefertigt, keines der, bei wohlhabenden Familien wertvollen, Exemplare glich den anderen, schon wegen der unterschiedlichen Verfügbarkeit der Materialien. An der Art der Verzierung auch der diversen weiteren traditionellen Kopfbedeckungen von Männern und Frauen, konnte früher jeder Kasache erkennen, woher beziehungsweise von welchem Stamm sein Gegenüber kam.
Die einfachere Saukele in weniger wohlhabenden Familien bestand aus Stoff oder Satin und war mit Perlen oder Glasperlen besetzt. Die kostbarsten Stücke wurden um die Wende zum 20. Jahrhundert gefertigt, die teuerste Seukele kostete etwa tausend Rubel, das war der Gegenwert von einhundert Pferden. Die Oberteile bestanden aus einem Netz und einem als Tiara bezeichnetem Diadem, manchmal aus Gold oder Edelsteinen, mit Einsätzen von Perlen, Korallen und Ähnlichem, Ausschmückungen befanden sich auch an den Schläfen und am Kinn. Der Rahmen der Saukele war mit Stoff überzogen und mit Metallplättchen verschiedener Art benäht, in die kostbare Edelsteine und Halbedelsteine eingefügt waren. Zwischen großen Spangen waren kleinere Spangen befestigt, goldene Quasten ergänzten eventuell die Ausschmückung. Das Oberteil der Saukele war mit Schals aus Seide oder Samt bedeckt. „Zhaktau“ genannte Anhänge auf beiden Seiten reichten bis zur Taille hinab. Während der Hochzeitszeremonie verdeckte ein Schleier das Gesicht der Braut oder hüllte sie sogar ganz ein.
Erfahrenste Handwerker waren an der Herstellung einer kostbaren Saukele beteiligt, insbesondere die Gewerbe der Schneider und Sticker, Meister in der Herstellung von Seidenschals und -gürteln. Die Mitte und die Ränder der Schals waren mit dicken, verzwirnten farbigen Fäden bestickt. Juweliere prägten oder stanzten für sie filigrane Gold-, Silber- und Bronzeanhänger. Üblicherweise arbeitete ein Meister ein ganzes Jahr lang an einem solch aufwändigen Teil, es musste also entsprechend rechtzeitig in Auftrag gegeben werden.

## Tradition

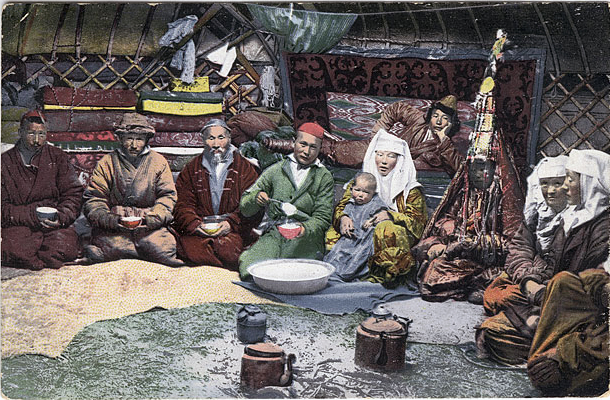
Kasachen, halbrechts Kasachin mit Saukele

Die Kopfbedeckung der unverheirateten jungen Frau war die „Borec“, eine Kappe mit Federn in der Spitze, bevorzugt Eulenfedern.
Ein Brauch war, dass irgendeine Frau die Saukele aufsetzte und damit zum künftigen Schwiegervater ging. Dort erhielt sie ein Geschenk für die Braut, einen Morgenrock oder eine Bluse. Dies nannte man “saukelenin baygazysy”, „Rückzahlung für das Zeigen der Saukele“.
Der Tradition gemäß wurde die Braut am Tag der Hochzeit von einer angesehenen Frau in ihrem Elternhaus mit ihrem Brautkleid und der Saukele eingekleidet, die dafür vom Brautvater ein wertvolles Geschenk erhielt. Anschließend erfolgte der feierliche Umzug zur Wohnstätte des Bräutigams.
Bereits während ihrer der Schwangerschaft, üblicherweise zwischen dem 25. und 45. Lebensjahr, nutzten die jungen Frauen zudem einen weiteren Kopfschmuck, den „Kimeshek“. Er ist aus weißem Stoff gefertigt, oft mit Satin bestickt. In einigen Volksteilen trug die Ehefrau die Saukele auch noch nach der Hochzeit, zum Beispiel bei entsprechenden Anlässen noch häufiger, bis zur Geburt des ersten Kindes, anschließend nur zu hohen Feiertagen, und auch das nur fünf Jahre lang. Die Saukele und eine im Alltag getragene, „Zhelek“ genannte, Kopfbedeckung  waren die Attribute der Bekleidung einer frisch vermählten junge Frau, dem Übergang des Mädchens zur Mutterschaft.  Die „Zhelek“ ist eine einfachere, praktischere und komfortablere Kopfbedeckung, eine abgespeckte Form der Saukele. Der Aufbau besteht ebenfalls aus einem Rahmen in Form eines Kegelstumpfes, der mit Brokat oder einem glänzenden Material umhüllt ist. Sie sollte ebenfalls mit durch Gold- und Silberplättchen eingefassten Edelsteinen verziert sein.
Über Generationen hinweg wurde die Saukele üblicherweise an die älteste Tochter weitergereicht, sie blieb immer ihr persönliches Eigentum. Starb diese kinderlos, wurde sie an ihre Eltern zurückgegeben.

## Ideeller Wert
Die Saukele war das teuerste Teil der Brautausstattung. Neben der Jurte, dem Wohnzelt, war sie das wertvollste Teil im Haushalt eines kaukasischen Brautpaares überhaupt. Wie alle kaukasischen traditionellen Kopfbedeckungen hat auch die Saukele neben ihrem tatsächlichen einen hohen imaginären Wert, sowohl in ihrer Gesamtheit wie auch jeweils die einzelnen Teile. Dargestellte ornamentale Bilder, wie „Baum des Lebens“ oder „Widderhörner“, haben eine erhebliche metaphysische Bedeutung. Dem Silber wurden schützende Kräfte nachgesagt (pfeilförmige silberne Anhänger bildeten eine ganze untere Reihe der Saukele). Die magischen Funktionen von Steinen sind vergleichbar auch anderswo bekannt: Korallen schützen vor Fluch und bösem Blick, Perlen schützen vor dem grauen Star, Karneole sind Symbole für Wohlbefinden und Glück und so weiter. Die Ähnlichkeit des Kopfschmucks mit königlichen Kronen wird nicht als zufällig angesehen, da in vielen Kulturen Braut und Bräutigam in diesem Tag rituell als König und Königin geehrt werden.

## Geschichte

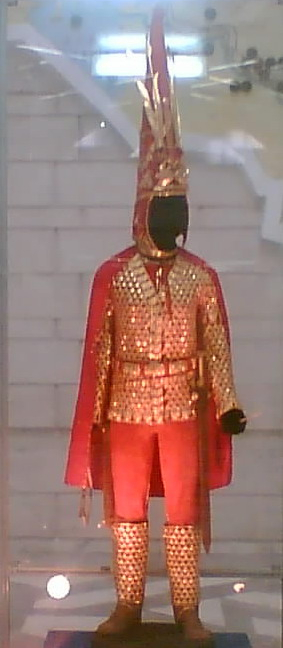
„Goldener Mann von Issyk“ 6.–5. Jahrhundert. v. Chr. (Replik)

Forscher wiesen auf die Gleichartigkeit der Saukele mit Kopfbedeckungen der Saken vor fast 2500 Jahren hin. Saka ist der unter Archäologen gebräuchliche alte persische Name für die Skythen. In großen Teilen Mittelasiens und Kasachstans lebte unter ihnen ein Stamm genannt „Tigrahouda“, das heißt „tragen spitze Hüte“. In den 1970er Jahren fanden Archäologen eine unberührte Begräbnisstätte eines Sakenhäuptlings aus dem 6. bis 5. Jahrhunderts vor unserer Zeitrechnung, dessen Kleider mit goldenen Platten bedeckt war. Ihm beigegeben war eine zwischen 60 und 65 Zentimeter hohe, mit Gold geschmückte Kopfbedeckung, deren Ähnlichkeit mit der Saukele unverkennbar ist. Der wesentliche Unterschied war eigentlich nur, dass sie hier von einem Mann getragen wurde.
In der sibirischen Sammlung Peters des Großen befinden sich zwei goldene Gürtelschließen, die Abbildung davon ist benannt „Rest in journey“. Jede der Darstellungen stellt drei Personen dar, zwei Männer und eine Frau. Ein Mann und eine Frau sitzen, der zweite Mann liegt auf deren Knien. Die Frau trägt eine hohe Kopfbedeckung, die einer Saukele gleicht. Folgt man der angenommenen zeitlichen Einordnung der Schnallen (3. Jh. v. Chr.), konnten zu der Zeit Männer und auch Frauen diese Form der Kopfbekleidung tragen. Es wird allgemein als sicher angenommen, dass seit den ersten Belegen für das Auftreten dieser Form der Kopfbedeckung bis in die Neuzeit ein hoher festlicher Kopfschmuck immer ein wesentliches Element der Brautkleidung Mittelasiens und Kasachstans darstellte.
In Mitteleuropa war eine ähnliche, festliche Kopfbedeckung in der Form einer hohen Spitztüte für Damen des Adels etwa um das 15. und 16. Jahrhundert in Gebrauch. Sie war oben nicht abgeflacht, endete dort aber ebenfalls mit einem manchmal sehr langen Schleier.

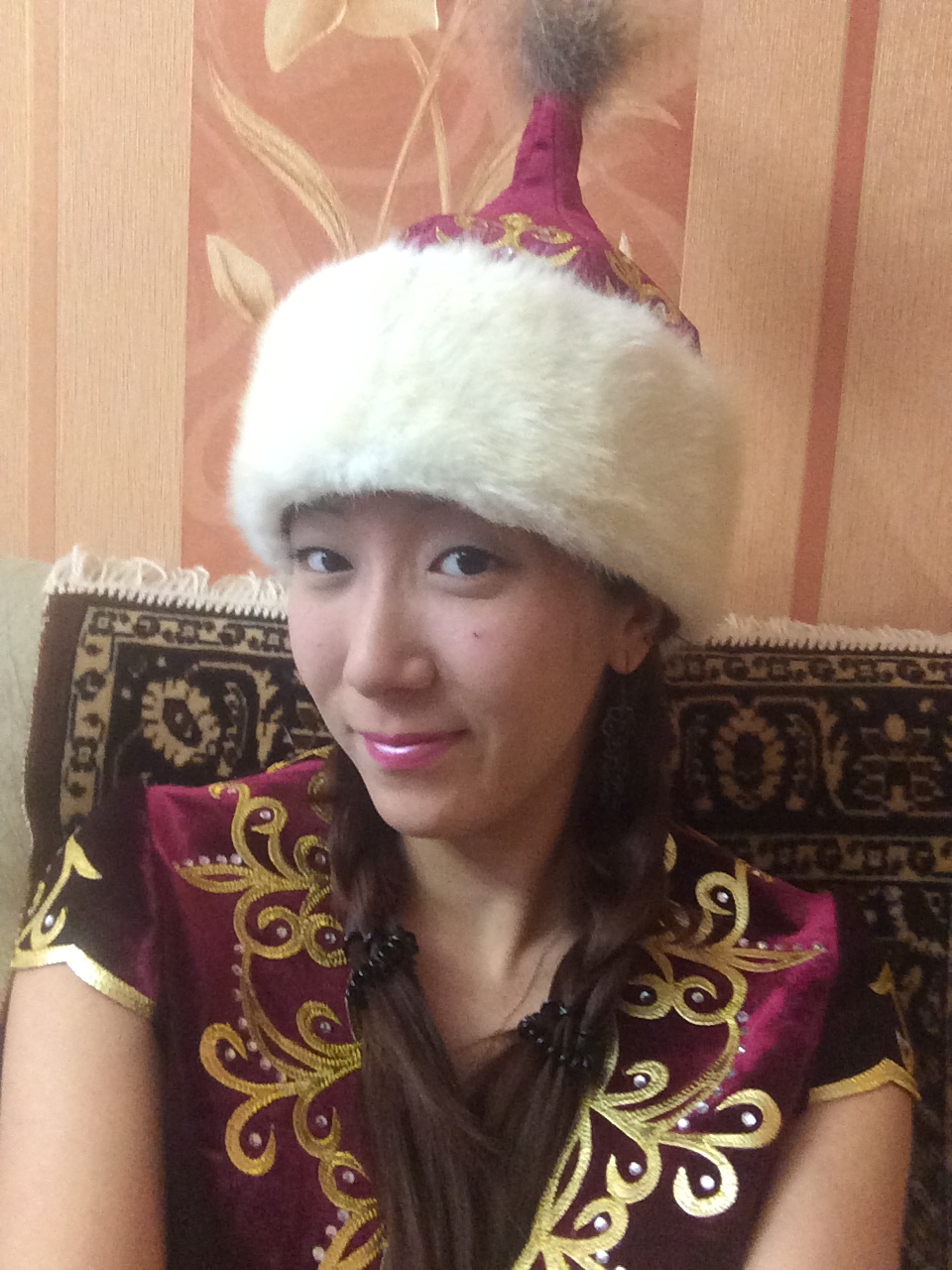
Als Saukele bezeichnete Mütze mit Pelzrand (Kasachstan, 2014)

Noch heute werden unter der Bezeichnung Saukele weibliche Kopfbedeckungen hergestellt, wenn auch deutlich weniger kostbar ausgeschmückt und wohl meist weniger hoch. Häufig ist, neben anderen, die Form eines umgekehrten Trichters. Oft bestehen sie, anstelle der wertvollen Ausschmückungen, zu einem wesentlichen Anteil aus hochwertigem Pelz (Fuchsfell, Nerzfell, Zobelfell).

## Museen und Sammlungen
Die Museumsbestände der Kunstkammer in St. Petersburg zählen zu den vollständigsten anthropologischen und völkerkundlichen Sammlungen der Welt. Ihre erste ethnographische Ausstellung „World of a Object“ war der Saukele gewidmet (September bis Dezember 2001). Es wurden dort Saukele zur Schau gestellt, die bereit 1893 auf einer Ausstellung in Nischni Nowgorod gezeigt worden waren. Die mit Edelsteinen, Perlen, Korallen und Gold verzierten Kostbarkeiten wurden als „unglaublich schön“ beschrieben. Sie waren mit Seide aus Akmola bedeckt, aus Kokchetav und nordkasachischen Regionen sowie aus Atbassar. Eine der gezeigten Kopfbedeckungen war mit 30 Korallensträngen, 15 Perlenschnüren und einigen Edelsteinen besetzt. Sie war mit roter Seide bestickt und umrandet mit goldenen Fransen. Ihr Wert wurde auf 600 Rubel geschätzt. Die beiden wertvollsten Stücke der Ausstellung kamen aus der Atbassarsteppe.
Im Russischen Museum der Ethnographie befinden sich acht Exemplare. Zwei stammen aus der Mitte des 19. Jahrhunderts.
Das Central State Museum von Kasachstan zeigt ein hohes Exemplar aus den 1840er Jahren. Es ist aus Samt und anderem Stoff gearbeitet und wie üblich mit Korallen und Silber geschmückt. Am unteren Rand ist diese Saukele mit Otterfell verbrämt.